# Misaki Itō
Misaki Itō (jap. 伊東 美咲, Itō Misaki; * 26. Mai 1977 in Iwaki, Fukushima) ist eine japanische Schauspielerin. Ihr eigentlicher Name lautet Tomoko Anzai (安斉 智子, Anzai Tomoko).

## Biografie
Itō erschien in ihrer Oberschulzeit in diversen Magazinen als Amateur-Model. 1999, während ihres Studiums an der Ōsaka-Chiyoda-Kurzzeituniversität in Kawachinagano, unterschrieb sie einen Vertrag mit dem Modemagazin CanCam und warb für die Biermarke Asahi.
Ihre erste Rolle als Schauspielerin verkörperte sie 2000 in zwei Episoden des Fernsehdramas Rabu Chatto. Von Oktober bis Dezember 2000 stand sie in einer größeren Rolle in der Fernsehserie Love Complex vor der Kamera, in der unter anderem auch Toshiaki Karasawa und Takashi Sorimachi mitspielten. Es folgten viele Werbeverträge und einige Rollen in Fernsehproduktionen. Eine Hauptrolle übernahm sie beispielsweise in der Fernseh-Verfilmung der Manga-Serie You’re Under Arrest!.
Besonders erfolgreich war ihre Darstellung in der 2005 ausgestrahlten, angeblich auf wahren Begebenheiten basierende Fernsehserie Densha Otoko, in dem sie als der Schwarm eines Otakus (gespielt von Atsushi Itō) agierte. Nach dieser Rolle, die für sie den Durchbruch bedeutete, folgten Hauptrollen in mehreren weiteren Fernsehdramen. Für Densha Otoko und Kikenna Aneki erhielt sie 2006 den Hōsō-Preis in der Kategorie Drama bei der Verleihung den 43. Golden Arrow Awards.
In Kinofilmen spielte sie ab 2002 mit. Zu ihren zunächst wichtigsten Filmen zählten der Fantasyfilm Yomigaeri und der Horrorfilm Ju-on: The Grudge. In Yoshimitsu Moritas melodramatischem Liebesfilm Umineko aus dem Jahr 2004 war sie als Hauptdarstellerin zu sehen. Für diese Rolle wurde sie 2005 mit einem Japanese Academy Award als Beste Nachwuchsdarstellerin ausgezeichnet.

## Filmografie (Auswahl)

### Fernsehserien
- 2000: Love Chat (らぶ・ちゃっと, Rabu Chatto)
- 2000: Love Complex (ラブコンプレックス)
- 2001: Shin Omizu no Hanamichi (新・お水の花道)
- 2001: Beauty 7 (ビューティ7)
- 2001: Suiyōbi no Jōji (水曜日の情事)
- 2002: Gokusen (ごくせん)
- 2002: Lunch Joō(ランチの女王)
- 2002: Taiho shichau zo (逮捕しちゃうぞ)
- 2003: Tōkyō Love Cinema (東京ラブ・シネマ)
- 2003: Kunimitsu no Matsuri (クニミツの政)
- 2004: Itoshi Kimie (愛し君へ)
- 2004: Hotman 2 (ホットマン2)
- 2005: Tiger & Dragon (タイガー&ドラゴン)
- 2005: Densha Otoko (電車男)
- 2005: Kikenna Aneki (危険なアネキ)
- 2006: Suppli (サプリ)
- 2007: Maison Ikkoku (めぞん一刻)

### Filme
- 2002: Mohō-han (模倣犯)
- 2002: Yomigaeri (黄泉がえり)
- 2003: Nine Souls (ナイン・ソウルズ)
- 2003: Ju-on: The Grudge (呪怨 Ju-on)
- 2004: Umineko (海猫)
- 2005: Inu no Eiga (いぬのえいが)
- 2005: About Love (アバウト・ラブ)
- 2005: Tsuri baka nikki (釣りバカ日誌)
- 2005: Densha Otoko (電車男)
- 2006: Tsubakiyama Kachō no Nanoka-kan (椿山課長の七日間)